# Ismaïl Matar
Pour les articles homonymes, voir Matar.
Ismail Matar Ibrahim Khamis Al-Mukhaini Al-Junaibi, plus connu sous le nom de Ismail Matar (arabe : إسماعيل مطر) était un joueur de football international émirati né dans l'émirat d'Abou Dabi le 7 avril 1983. Il évoluait au poste d'attaquant à Al-Wahda FC.

## Carrière
- 2001-2009 :  Al-Wahda
- 2009 :  Al-Sadd (prêt)
- 2009-2024:  Al-Wahda[2]

## Palmarès
- Avec l'Al-Wahda :
  - Champion des Émirats en 2001, 2005 et 2010.
  - Vainqueur de la Supercoupe des Émirats en 2011.

- Avec les Émirats :
  - Vainqueur de la Gulf Cup of Nations en 2007.